# Unione Sportiva Akragas 1959-1960
Questa pagina raccoglie le informazioni riguardanti l'Unione Sportiva Akragas nelle competizioni ufficiali della stagione 1959-1960.

## Rosa
| N. |                   | Ruolo | Calciatore          |
| -- | ----------------- | ----- | ------------------- |
|    | Italia (bandiera) | A     | Arturo Amato        |
|    | Italia (bandiera) | C     | Sergio Bertoglio    |
|    | Italia (bandiera) |       | Bertolazzi Agostino |
|    | Italia (bandiera) | A     | Armando Carta       |
|    | Italia (bandiera) | D     | Antonio Caviglia    |
|    | Italia (bandiera) | P     | Giancarlo Fumi      |
|    | Italia (bandiera) | P     | Giuseppe Mencatti   |
|    | Italia (bandiera) | C     | Loris Mora          |
|    | Italia (bandiera) | C     | Olmes Neri          |

| N. |                   | Ruolo | Calciatore       |
| -- | ----------------- | ----- | ---------------- |
|    | Italia (bandiera) | D     | Odoardo Pizzi    |
|    | Italia (bandiera) | D     | Giulio Ravot     |
|    | Italia (bandiera) | A     | Raffaele Roberti |
|    | Italia (bandiera) | C     | Mario Rossi      |
|    | Italia (bandiera) | C     | Francesco Russo  |
|    | Italia (bandiera) | D     | Pietro Salvador  |
|    | Italia (bandiera) | C     | Enrico Sassi     |
|    | Italia (bandiera) | A     | Giulio Smenghi   |
|    | Italia (bandiera) | D     | Giorgio Tretene  |